# Samtgemeinde Neuenkirchen
La comunità amministrativa di Neuenkirchen (Samtgemeinde Neuenkirchen) si trova nel circondario di Osnabrück nella Bassa Sassonia, in Germania.

## Suddivisione
Comprende 3 comuni:
1. Merzen
2. Neuenkirchen
3. Voltlage

Il capoluogo è Neuenkirchen.